# Gosiute
Die Gosiute (auch: Goshute bzw. Goshiute) sind ein indianischer Stamm des Kulturareals des Großen Beckens (Great Basin) der Vereinigten Staaten, das sowohl durch das humide Klima in den hohen Bergen als auch durch die semiariden, oft wüstenähnlichen tiefen Täler geprägt ist. Alle Stämme und Völker des Great Basins (mit Ausnahme der Washoe im Westen) gehörten den Numic-sprachigen Völkern aus der uto-aztekischen Sprachfamilie an.
Obwohl ihre allgemein übliche Stammesbezeichnung Gosiute/Goshute eine besondere sprachliche und kulturelle Nähe zu den Ute vermuten lässt, werden sie zusammen mit den Timbisha Shoshone (auch Panamint / Koso) des Death Valley kulturell den Westlichen Shoshone zugerechnet. Zudem werden Gosiute/Goshute und Timbisha Shoshone manchmal als Südliche Shoshone bezeichnet.

## Stammesgebiet
Ihr Stammesgebiet lag im Salt Lake Valley südwestlich des Great Salt Lakes (pi'a-pa – „Großes Wasser“, tĭ'tsa-pa/tit'-so-pi – „Fisch[reiches] Wasser“) im Westen von Utah und Osten von Nevada; genaue „Grenzen“ zu benachbarten Völkern sind schwer zu definieren, jedoch lebten die Gosiute/Goshute zwischen dem Steptoe Valley und der Schell Creek Range ostwärts bis zum Oquirrh-Gebirge (o'-kar) sowie vom Südufer des Great Salt Lakes südwärts bis zu einem Gebiet, das fast parallel zum Südufer des Utah Lake (pa'ga-dĭt bzw. pa'ga-di-da-ma) verlief. Jedoch streiften die Gosiute/Goshute über ihr Kerngebiet auf Nahrungssuche weit hinaus; ostwärts bis zum Jordan River (pi'-o-wip, pi'o-gwa bzw. pi'o-gwût) (und dessen zahlreiche Nebenflüsse, darunter Mill Creek (o-kun-ni o-gwīp') u. a.) und nutzten auch die Flusstäler des Weber River (sho-go'-gwun), Ogden River (pan-su-go-gwa) und Bear Rivers (ku-yōk', ku'i-o-gwa, ku'i-o-ga bzw. kwi'o-gwa) im Norden.
Innerhalb dieses Gebietes konzentrierten sich die Gosiute/Goshute auf drei Gebiete:
- Deep Creek Valley, Antelope Valley[2] und Goshute Valley im Tooele County, White Pine County und Elko County an der Nevada-Utah-Grenze mit den Deep Creek Mountains (pi'a-roi-ya-bi) und dem Deep Creek (ai'bĭm-pa – „weißes lehmhaltiges Wasser“) mit dem heutigen Ibapah, Tooele County, als Zentrum.
- Simpson’s Springs (toi'ba), eine wichtige Wasserquelle, vormals Egan Spring genannt.
- Skull Valley (pa'ho-no-pi, pa'o-no-pi oder yo-gōmp')[3] und Tooele Valley im Tooele County und den Stansbury Mountains (wung-ko'-kar), mit dem heutigen Tooele (si'o-gwa bzw. si'o-gwût) als Zentrum.

Heute beschränkt sich ihr Siedlungsgebiet weitgehend auf die zwei Reservate der auf Bundesebene anerkannten Stämme, die Confederated Tribes of the Goshute Reservation (in Nevada und Utah, 539 Stammesmitglieder) und die Skull Valley Band of Goshute Indians of Utah (in Utah, 134 Stammesmitglieder).

## Name
Wie viele indigene Völker bezeichneten sie sich selbst je nach Dialekt einfach als newe, nɨwɨ, neme („Person“, „Mensch“) oder newenee, nɨwɨnɨɨ, nemenee („Volk“). Da alle benachbarten Völker ebenfalls Numic-sprachig waren, konnten die Gosiute/Goshute sich ohne große Probleme mit diesen verständigen: den Bannock (eine Gruppe der Nördlichen Paiute), den Nördlichen Paiute, den Südlichen Paiute, den Ute sowie den Shoshone (Westliche, Nördliche, Östliche und Timbisha Shoshone). (z. B. bezeichnen sich die Timbisha Shoshone als nümü, die Bannock/Nördliche Paiute als nimi, numa, numu, die Südlichen Paiute als nuwuvi, nüwüwü, die Shoshone als nimi, newe, neme, nümü.)
Fälschlich wurde als ihr Autonym Toi Ticutta (Cattail Eaters – „Esser des Breitblättrigen Rohrkolbens“, eine bevorzugte Nahrungsquelle der Great-Basin-Stämme) wiedergegeben, dies ist jedoch die Selbstbezeichnung einer Gruppe der Nördlichen Paiute, die sich Toi Dükadü (auch: Toedökadö, Toe Dukadu, Toe Tukadu, Toi Dicutta) nannten und in der Carson-Senke lebten.
Die Gosiute/Goshute wurden zusammen mit Paiute und Westlichen Shoshone von den Siedlern verächtlich Diggers („Ausgräber“, „Gräber“) oder Digger Indians genannt (wahrscheinlich, da sie im Boden mit einem Grabstock nach Wurzeln gruben); diese Bezeichnung wird heute jedoch als beleidigend von den indigenen Völkern zurückgewiesen.
Die heute allgemein übliche Stammesbezeichnung als Gosiute/Goshute ist eine Adaption ihrer in Abgrenzung zu benachbarten Gruppen genutzten Selbstbezeichnung als Kutsipiuti, Gutsipiuti bzw. Kuttuhsippeh („Volk der trockenen Erde“, „Volk der Wüste“, wörtlich: „Staub, trockene Asche Volk“). Benachbarte Numic-sprachige Völker nutzten ebenfalls leicht abweichende Varianten dieses Namens, um die Gosiute/Goshute zu benennen: Kusiutta, Kusiyutah, Kusiyuttah, Gusiyuta, jeweils mit der Bedeutung „Volk der Wüste“.
Ins Amerikanische Englisch wurde es in folgenden Varianten übernommen: Goshutes, Go-sha-utes, Goship-Utes, Goshoots, Gos-ta-Utes, Gishiss, Goshen Utes, Kucyut und Gosiutsi.

## Sprache
Die Gosiute/Goshute sprachen einen Dialekt des Shoshoni (oder Shoshoni-Gosiute) bzw. Sosoni' ta̲i̲kwappe, Neme ta̲i̲kwappeh („Sprache der Shoshone“, „Sprache des Volkes“), eines Dialektkontinuums aus mehreren regionalen Hauptdialekten: Westliches Shoshoni, Gosiute, Nördliches Shoshoni und Östliches Shoshoni. Die Hauptunterschiede zwischen diesen Dialekten sind in der Phonologie begründet.
Die größten Ähnlichkeiten weist Shoshoni mit den ebenfalls zum „Zentralen Zweig“ der Numic-Sprachen zählenden Timbisha/Tümpisa Shoshone (Nümü nangkawih/Sosoni nangkawih – „Sprache des Volkes/der Shoshone“) im Südosten Kaliforniens und Comanche/Numinu (Nʉmʉ Tekwapʉ̲ – „Sprache des Volkes/der Comanche (Nʉmʉnʉʉ)“) auf; beide gelten heute jedoch als zwar verwandte – jedoch von Shoshoni verschiedene Sprachen. Die Comanche (ursprünglich eine Gruppe der Östlichen Shoshone) waren um 1700 auf die Südlichen Plains gezogen und hatten sich von diesen abgespalten, die gegenseitige Verständlichkeit zwischen Comanche und den Shoshoni-Dialekten ist wegen der Konsonantenänderungen in den letzten Jahrhunderten begrenzt.

## Lebensweise

### Unterkünfte
Die Gosiute/Goshute lebten wie weitere Stämme des Great Basins, des Südwestens und Kaliforniens im Sommer meist in provisorischen Unterständen aus Zweigen oder Büschen mit einem Dach und einer bzw. zwei Wänden als Windschutz (im Südwesten Ramadas genannt, von Spanisch „rama“ – „Zweig“) oder in leichtgebauten mit Binsen oder Grasbüscheln bedeckten Strauchhütten (sog. Brush Shelters). Sie verwendeten für diese einfachen Unterkünfte die je nach Region verfügbaren Materialien: Salbei (pah-o-be, po'-ho-bi bzw. pohopin), Weiden (sa'-gû-pi, meist si'-hĭp), Zweige (si'-a-ka), Blätter (pa'-bĭp) und Gras (pi'-a-so-nĭp, meist puhippeh) oder Gestrüpp.
Die dauerhafteren Winterunterkünfte der Gosiute/Goshute sind als Wickiups bekannt. Diese waren kegelförmige Hütten, die aus einem Rahmen aus Weidenzweigen gebaut und mit Ästen, Gräsern oder geflochtenen Matten aus Rindenstreifen, Schilf (mehrere Bezeichnungen), Tule (taw-e toi) oder anderen geeigneten Gräsern bedeckt wurden. Das Wickiup war an der Basis abgerundet und an der Spitze der Kuppel befand sich ein offenes Rauchloch. Zur zusätzlichen Isolierung wurden um den Sockel des Wickiup herum Steine gestapelt; um die Kälte fernzuhalten wurden zudem manchmal Tierhäute auf die Wickiup-Abdeckung hinzugefügt.

### Nahrungserwerb und soziale Organisation
Die Gosiute/Goshute lebten als typische halbnomadische Jäger und Sammler von der Jagd auf Kleinwild, dem Sammeln von Wildpflanzen (Hülsenfrüchte, Kartoffeln, Karotten, wilde Zwiebeln u. a.), Wurzeln und Gräsern sowie dem Fischfang. Sie kannten und verwendeten 81 Gemüsearten (von 47 hiervon nutzten sie deren Samen, zwölf lieferten Beeren, acht lieferten essbare Wurzeln und zwölf wurden als Gemüse bzw. Salate verwendet, lt. Utah History to Go). Über die Zubereitung von Gosiute/Goshute-Gerichten ist wenig bekannt.
Die Gosiute/Goshute verwendeten zum Ausgraben der Wurzeln und anderer Pflanzen spezielle Grabstöcke; für andere Zwecke, beispielsweise das Ausgraben von Steinen, wurden jedoch andere Stöcke verwendet.
Die Gosiute/Goshute jagten und sammelten in Familiengruppen, die um die Kernfamilie herum organisiert waren. Die einzelnen Familien trafen sich mit anderen Familien nur zwei- oder dreimal im Jahr – in der Regel zur Piñonnussernte im Herbst, zur gemeinsamen Jagd auf Großwild sowie zur Überwinterung in gemeinsamen Wintersiedlungen. Diese Zusammenkünfte dauerten oft nicht länger als zwei bis sechs Wochen, jedoch währten die Winterzusammenkünfte länger. Während dieser Zeiten führte ein Dagwani (Häuptling oder Dorfvorsteher) diese größeren Familienverbände. Diese kleineren Gruppen unter Führung eines Dagwani werden sozio-politisch daher manchmal nicht als Band (Gruppe), sondern als Lokalgruppen betrachtet. In schwierigeren Zeiten teilten die Jäger ihre Ressourcen mit anderen Familien, aber meistens konnten sich die einzelnen Familien selbst versorgen.
Frauen und Kinder sammelten Pflanzen, Wildgemüse und Samen (wobei die wichtigsten die Piñonnuss, Eicheln und Sonnenblumenkerne waren), Insekten (und deren Larven); die wichtigsten Arten waren die rote Ameise, Grillen und Heuschrecken, zudem jagten sie Eidechsen, Schlangen, Vögel, Erdhörnchen, Kaninchen, Ratten, Stinktiere, Eichhörnchen u. a. Wenn möglich, wurden auch Gabelböcke, Bären, Kojoten, Hirsche, Elche und Dickhornschafe gejagt – die Jagd auf Großwild wurde gewöhnlich von Männern ausgeübt. Wenn immer möglich, fischten sie entlang der wenigen Seen und Flüsse und Bäche.
Wegen des Wassermangels wurde die Mehrheit des Fleisches und der Insekten entweder gebraten oder getrocknet. Überschüssige Nahrungsmittel (Knollen, Wurzeln, Zwiebeln und getrocknetes Fleisch) wurden immer gelagert, falls eine bestimmte Nahrungsquelle ausfiel, um die Familien und Lokalgruppen durch den Winter zu bringen.
Im Winter zogen mehrere Familien in die Flusstäler herab und errichteten gemeinsam ortsfeste Siedlungen, die meist über mehrere Jahre genutzt wurden. Im Sommer wurden die Wintersiedlungen aufgegeben, und die Familienverbände zogen wandernd als Jäger und Sammler in die geschützteren und kühleren Höhenlagen der Berge.
Die Gosiute/Goshute wurden oftmals von benachbarten Stämmen und Siedlern verachtet bzw. gering geschätzt, da diese im Gegensatz zu ihren indigenen Nachbarn (Ute, Nördliche Paiute/Bannock, Nördliche und Östliche Shoshone u. a.) das Pferd (Mustang) (pŭñ'go) nicht als Transport- und Reittier nutzten, um an Mobilität zu gewinnen. Jedoch entschieden sich die Gosiute/Goshute bewusst gegen das Pferd, da die Tiere in der rauen Wüstenumgebung um die kostbaren verfügbaren Ressourcen konkurrierten; sie fraßen Gras und Samen, auf die die "Gosiute/Goshute" als Nahrungsmittel und Faserstoff zur Herstellung von Kleidung und Körben angewiesen waren. Zudem benötigten die Pferde Wasser (im Wüstenklima ihrer Heimat ebenfalls ein kostbares Gut) und waren als Reittier in den tiefen Canyons, Wüsten und steilen Berghängen nur begrenzt nutzbar.

## Wahrnehmung als „Wilde“
Der Forscher Jedediah Smith meinte 1827 sie seien „die elendsten Kreaturen der Schöpfung“. Mark Twain, der 1861 das Gebiet der Gosiute/Goshute westlich des Großen Salzsees bereiste, berichtete, er sei „den elendsten Menschen begegnet, die er jemals gesehen“ habe. „Sie erzeugen nichts. Sie kennen keine Dörfer und keine Zusammenkünfte in Stammesgemeinden, ihr einziger Schutz vor dem Schnee besteht aus einem über einen Strauch geworfenen Fetzen, obwohl sie eine der unwirtlichsten Einöden bewohnen, die man auf dieser Erde finden kann. Die Buschmänner und unsere Gosiute stammen ohne Zweifel von demselben Gorilla oder Känguru oder von derselben norwegischen Ratte ab, oder auf welches Tier auch immer die Darwinanhänger sie zurück führen mögen.“
Der Historiker Hubert Howe Bancroft vermutete sogar, dass sie einen Winterschlaf hielten: „Während des Winters liegen sie halb schlafend in Erdlöchern, kriechen im Frühling heraus und essen Gras, bis sie wieder die Kraft haben, auf ihren Füßen zu stehen. Sie kennen keine Kleider, kaum etwas gekochte Nahrung, oft keine Waffen. Ihre religiösen Vorstellungen sind überaus vage, sie leben in unvorstellbarem Schmutz und lassen ihren Leidenschaften freien Lauf. Zwischen ihnen und den Tieren ist zweifellos kein Platz für ein ‚Missing Link‘.“
Ohne das Wissen der Indianer über essbare Wildpflanzen hätten jedoch vermutlich viele der ersten europäischen Siedler auf ihren Wagenzügen Hunger gelitten. Nachdem sie die Great Plains durchquert hatten, gingen die mitgeführten Vorräte oft zur Neige. Die Frauen der Pioniere lernten von den Indianerinnen, wie man essbare Knollen ausgräbt und kocht und konnten so die dürftige Ernährung verbessern.